# 119
| 119                |
| ------------------ |
| Dødsfald - Fødsler |
|                    |

| Gregoriansk kalender | 119 CXIX                |
| Ab urbe condita      | 872                     |
| Armensk kalender     | I/T                     |
| Kinesiske kalender   | 2815 – 2816 戊午 – 己未 |
| Etiopisk kalender    | 111 – 112               |
| Jødisk kalender      | 3879 – 3880             |
| Hindukalendere       |                         |
| - Vikram Samvat      | 174 – 175               |
| - Shaka Samvat       | 41 – 42                 |
| - Kali Yuga          | 3220 – 3221             |
| Iransk kalender      | 503 BP – 502 BP         |
| Islamisk kalender    | 519 BH – 518 BH         |

Se også 119 (tal)